# Останній ковбой
«Останній ковбой» (англ. F.T.W.) — американський фільм 1994 року із Міккі Рурком у головній ролі, режисер — Майкл Карбельнікофф
Колишній злочинець Френк Веллс намагається влаштувати своє життя на волі. Але мирний уклад ковбоя руйнується, коли йому доводиться стати на захист грабіжниці Скарлет, яка переховується від мисливців за головами.

## У ролях
| Актори            | Персонажі               |
| ----------------- | ----------------------- |
| Міккі Рурк        | Френк Ті Веллс          |
| Аарон Невіл       | Змій                    |
| Пітер Берг        | Клем Стюарт             |
| Лорі Сінгер       | Скарлетт Стюарт         |
| Рон Пітерсон      | охоронець               |
| Брайон Джеймс     | шериф Руді Морган       |
| Джон Інос III     | Джо Пальміері           |
| Родні А. Грант    | Бакі Міллер             |
| Джон Мечарт       | молодий коп             |
| Френк П. Костанца | шериф Вітлок            |
| Марк Пеллегріно   | помічник шерифа Соммерс |
| Вілл Брюстер      | помічник шерифа Геррі   |

## Виробництво
Фільм знятий компанією Red Ruby Productions у штаті Монтана в серпні-вересні 1993 року. У травні 1994 року показаний на Каннському кінофестивалі.

## Назва фільму
Оригінальна назва фільму «F.T.W.» — це ініціали головного героя (Френк Ті Веллс, англ. Frank T. Wells), але й багатозначна абревіатура. Одне із значень — Fuck the World — було вказане в назві фільму, під якою від вийшов у свій перший прокат (в Італії) у 1994 році; також татуювання з такими словами було на руці головного героя. У США фільм вийшов під назвою «Останнє родео» (англ. The Last Ride); українська назва — калька з російської (рос. Последний ковбой).